# Iuri Capelo
Iuri Kaewchang Capelo (Macao, 27 ottobre 1992) è un calciatore macaense, attaccante del Benfica Macao.